# Roberto Salomón
Roberto Salomón (n. San Salvador, 1945) es un artista salvadoreño, director y productor de teatro. Fue galardonado con el Premio Nacional de Cultura de El Salvador en el año 2014. Desde el 2003, lleva las riendas del Teatro Luis Poma, la primera sala de teatro privada del país.  

## Biografía
Es de padres judíos nacidos en Francia que se afincaron en El Salvador en 1928 y de clase acomodada. Estudió dos años en un internado en Suiza. Se graduó en las licenciaturas: Historia del Arte, de la Universidad de Dickinson en Carlisle, Estados Unidos, en 1967, y teatro en la “Senior Dramatic Workshop”, Carnegie Hall, Nueva York, en 1968. También sacó un máster en traducción, en la Universidad de Ginebra, Suiza, en 2001.
Casado con la actriz Naara Salomón, de origen suizo, a quien conoció en Ginebra en una gira cuando ella tenía 18 años. La pareja tiene dos hijos, Mateo y Arielle. 

## Trayectoria
Su primer trabajo remunerado fue de bodeguero en la fábrica “Famossa” en el Plan de la Laguna, Antiguo Cuscatlán. Tras estudiar en Estados Unidos regresó a El Salvador. Allí trabaja como profesor del Bachillerato en Artes, ideado inicialmente por Hugo Lindo en 1955 pero no empieza a funcionar hasta 1968 como un programa de educación artística en el Instituto Nacional Francisco Menéndez.
Fue director del Departamento de Artes Escénicas del Centro Nacional de Artes de El Salvador (CENAR).
Como funcionario cultural fue el responsable de recuperar el Teatro Nacional de San Salvador, institución que llegó a dirigir de 1975 a 1977. Trabajó como consultor de la UNESCO para el Teatro Nacional de Guatemala; fue director de Actoteatro, espacio cultural independiente en el Centro Histórico de San Salvador donde se reunían escritores, teatreros y artistas plásticos inaugurado en 1977. En este espacio produjo icónicas puestas en escena en los 70 con la compañía ActoTeatro. Por causa de la guerra se mudó a Ginebra en 1980. Allí fue profesor de teatro en la Universidad de Ginebra, Suiza.
En el año 2000 Roberto regresa a El Salvador, momento en el que su excompañero de colegio Ricardo Poma, recién había ordenado la remodelación de las instalaciones del auditorio CAESS, que en 2003 se inauguraría como el Teatro Luis Poma. Desde entonces es el director de este espacio.

## Obras
En 47 años de trayectoria, ha dirigido 35 obras en El Salvador, 34 en Suiza y 6 en Estados Unidos, desde clásicos, como "Sueño en una noche de verano", "La casa de Bernarda Alba", "El zoológico de cristal", "Incendios", y dramaturgia local, como "Júpiter" de Francisco Gavidia, "Tierra de cenizas y esperanzas", una obra colectiva del grupo Sol del Río cuya redacción final estuvo a cargo de Carlos Velis,"Ángel de la guarda" de Jorge Ávalos y "Al otro lado del mar", de Jorgelina Cerritos. Fueron grandes éxitos taquilleros las producciones de Fundación Poma y Teatro Luis Poma "Por delante y por detrás" de Michael Frayn, "El Cavernícola" de Rob Becker y "TOC TOC" de Laurent Baffie.